# Carlet (kommunhuvudort)
Carlet är en kommunhuvudort i Spanien.   Den ligger i provinsen Província de València och regionen Valencia, i den östra delen av landet, 300 km öster om huvudstaden Madrid. Carlet ligger 55 meter över havet och antalet invånare är 15 527.
Terrängen runt Carlet är platt åt sydost, men åt nordväst är den kuperad.Runt Carlet är det tätbefolkat, med 343 invånare per kvadratkilometer. Närmaste större samhälle är Alzira, 11,4 km sydost om Carlet. Trakten runt Carlet består till största delen av jordbruksmark.